# Caloplaca austroatlantica
Caloplaca austroatlantica är en lavart som beskrevs av Øvstedal. Caloplaca austroatlantica ingår i släktet orangelavar och familjen Teloschistaceae.   Inga underarter finns listade i Catalogue of Life.